# Anita Persson
Anita Torborg Elisabeth Persson, född Söderberg 9 december 1939 i Sankt Pauli församling i Malmö, är en tidigare svensk socialkamrer och socialdemokratisk politiker.
Persson var riksdagsledamot 1979–1998, invald i Södermanlands läns valkrets. Hon var bland annat vice ordförande i lagutskottet 1994–1998 samt ledamot i socialutskottet 1982–1994, EU-nämnden 1995–1998 och krigsdelegationen.